# Quận Ford, Illinois
Quận Ford là một quận thuộc tiểu bang Illinois, Hoa Kỳ.
Quận này được đặt tên theo. Theo điều tra dân số của Cục điều tra dân số Hoa Kỳ năm 2000, quận có dân số 14.241 người. Quận lỵ đóng ở Paxton, Illinois6.

## Địa lý
Theo Cục điều tra dân số Hoa Kỳ, quận có diện tích 1260 km2, trong đó có 1 km2 là diện tích mặt nước.

## Thông tin nhân khẩu
Theo điều tra dân số 2 năm 2000, quận đã có dân số 14.241 người, 5.639 hộ gia đình, và 3.902 gia đình sống trong quận hạt. Mật độ dân số là 29 người trên một dặm Anh vuông (11/km ²). Có 6.060 đơn vị nhà ở mật độ trung bình là 12 trên một dặm Anh vuông (5/km ²). Cơ cấu chủng tộc của dân cư sinh sống trong quận bao gồm 98,18% người da trắng, 0,25% da đen hay Mỹ gốc Phi, 0,10% người Mỹ bản xứ, 0,32% ở châu Á, 0,40% từ các chủng tộc khác, và 0,75% từ hai hoặc nhiều chủng tộc. 1,24% dân số là người Hispanic hay Latino thuộc một chủng tộc nào. 41,0% là người gốc Đức, tiếng Anh 11,2%, 10,5% và 10,4% Ailen tổ tiên của Mỹ theo điều tra dân số năm 2000. 98,4% nói tiếng Anh như ngôn ngữ đầu tiên của họ.
Có 5.639 hộ, trong đó 31,70% có trẻ em dưới 18 tuổi sống chung với họ, 57,80% là đôi vợ chồng sống với nhau, 8,00% có một chủ hộ nữ và không có chồng, và 30,80% là không lập gia đình. 28,00% hộ gia đình đã được tạo ra từ các cá nhân và 15,30% có người sống một mình 65 tuổi hoặc lớn hơn. Cỡ hộ trung bình là 2,45 và cỡ gia đình trung bình là 2,99.
Tháp tuổi dân cư sinh sống trong quận với tỷ lệ như sau: 25,80% dưới độ tuổi 18, 6,90% 18-24, 26,40% 25-44, 21,50% từ 45 đến 64, và 19,40% từ 65 tuổi trở lên người. Độ tuổi trung bình là 39 năm. Đối với mỗi 100 nữ có 91,90 nam giới. Đối với mỗi 100 nữ 18 tuổi trở lên, đã có 87,00 nam giới.
Thu nhập trung bình cho một hộ gia đình trong quận đã đạt mức USD 38.073, và thu nhập trung bình cho một gia đình là USD 44.947. Phái nam có thu nhập trung bình USD 32.085 so với 22.320 USD của phái nữ. Thu nhập bình quân đầu người đạt mức 18.860 USD. Có 5,70% gia đình và 7,00% dân số sống dưới mức nghèo khổ, trong đó có 8,60% những người dưới 18 tuổi và 5,90% của những người 65 tuổi hoặc hơn.